# Баттал, Габделбари
Габделбари Баттал, псевдоним Таймас (тур. Abdullah Battal-Taymas; 1883, Новая Белогорка, Матвеевская волость, Бузулукский уезд, Самарская губерния — 1969, Турция) — татарский писатель, историк, тюрколог, журналист, педагог и просветитель. Автор первого в XX веке учебника по истории татар.

## Биография
Родился в деревне Новобелогорка Самарской губернии (ныне — в Оренбургской области). Получил традиционное образование в медресе, одновременно обучался как вольнослушатель в светских учебных заведениях, в том числе в Оренбурге. Впоследствии три года провёл в Египте.
С 1909 года преподавал в финансируемом купцами Яушевыми новометодном медресе «Мухаммадия» в Троицке. Был активным участником джадидистского движения. Работал редактором и сотрудником газет умеренно-демократического направления: «Курултай», «Юлдуз», «Алтай».
В 1918 году поддержал идею создания автономного Идель-Уральского штата для татар и башкир. После разгрома большевиками руководящих органов республики «Идель-Урал» был арестован, но через три дня освобождён. Покинул Казань при её взятии большевиками. Участвовал в Белом движении, но вскоре разочаровался в нём и отошёл от политической деятельности.
До февраля 1920 г. работал преподавателем Томского тюркско-татарского педагогического училища, затем вернулся в Казань. Вскоре бюро мусульманской секции Казанского губкома обвинило его в причастности к расстрелу большевика Мулланура Вахитова и потребовало его ареста. 7 марта 1920 года был выдан ордер на арест, но Баттал Габделбари на следующий день сам явился в ЧК. 2 апреля был осуждён на «заключение в лагерь принудительных работ на всё время гражданской войны» и отправлен на торфоразработки под Казанью. После многочисленных ходатайств приговор был пересмотрен, но в июле 1920 года его вновь оставили в силе. 
22 августа 1920 г. бежал из лагеря, пересёк границу с Финляндией. С 1925 г. проживал в Турции. В эмиграции продолжил литературную и научную деятельность, изучал тюркскую историю и культуру.
Похоронен в Стамбуле.

## Научная и литературная деятельность
Автор ряда работ, в том числе:
- «Абдулвали Яушев» (Оренбург, 1912, на татарском языке);
- «История татар» (Казань, 1912, на татарском языке);
- «Теория литературы» (Казань, 1913, на татарском языке);
- «Грамматика родного языка» (Казань, 1919, совместно с М. Корбангалиевым, на татарском языке);
- «Казанские тюрки» (Казань, 1925, переиздание: Казань, 1996);
- «Казанские знаменитости» (Казань, 1954—1957);
- «Rus inhilalinden hatiralar, 1917—1919» (Стамбул, 1947);
- «Yeşil Rize ve ili» (Анкара, 1950, составитель).